# Давіт Сеяум
Давіт Сеяум Бірату (амх. ዳዊት ስዮም; англ. Dawit Seyaum Biratu; нар. 27 липня 1996) — ефіопська легкоатлетка, яка спеціалізується в бігу на середні та довгі дистанції.

## Спортивні досягнення
Давіт Сеяум вперше виступила на національному рівні у 2013 році, вигравши національний титул серед юніорів на 1500 м. Незабаром після цього відбувся її дебют у Діамантовій лізі ІААФ, і вона встановила особистий рекорд — 4:14,95 хвилини на зустрічі Діамантової ліги в Досі. Вона була обрана для свого міжнародного дебюту на молодіжному чемпіонаті світу з легкої атлетики 2013 року та посіла друге місце після Тігіста Гашоу – вперше Ефіопія посіла два перші місця у цьому змаганні. Вона змінила це місце на чемпіонаті Африки серед юніорів 2013 року, завоювавши титул з найкращим результатом 4:09,00 хвилин, випередивши Тігіста на кілька секунд.
Вона виграла свої перші змагання у приміщенні у Празі у лютому 2014 року, пробігши дистанцію за час 4:09,08 хвилини. На зустрічі в Рабаті вона зарекомендувала себе серед найкращих бігунів світу на 1500 м з перемогою за 3:59,53 хвилини – рекорд Ефіопії серед юніорів та рекорд зустрічі, який надав її сьоме місце у світовому рейтингу того року. Вона знову була близько чотирьох хвилин у Діамантовій лізі Нью-Йорка, де посіла друге місце.
Вона брала участь у чемпіонаті світу серед юніорів 2014 року як фаворитка та виграла золоту медаль. Її перша доросла медаль прийшла на чемпіонаті Африки з легкої атлетики 2014 року, де вона стала срібним призером після більш досвідченої Геллен Обірі. Давіт була обрана до африканської команди на Континентальний кубок ІААФ 2014 року і фінішувала із бронзовою медаллю після Сіфан Гассан та Шеннон Роубері.
У 2015 році Давіт завоювала золото на 1500 м на чемпіонаті Африки серед юніорів 2015 року, зайнявши четверте місце на чемпіонаті світу 2015 року в Пекіні (після Гензебе Дібаба, Фейт Кіп'єгон та Сіфан Хассан) і виграла змагання на Африканських іграх.
Наступного року вона виграла срібло чемпіонату світу у приміщенні у Портленді та посіла восьме місце у фіналі Олімпійських ігор 2016 року в Ріо.
Чемпіонат світу у приміщенні 2018 року, який проходив у Бірмінгемі, виявився для неї невдалим
6 листопада 2021 з часом 14.39 у Ліллі перемогла на дистанції шосейного бігу на 5 кілометрів, що перевищувало чинний на той момент світовий рекорд для жінок у змішаних (за одночасної участі чоловіків та жінок) забігах (14.43). Проте, згодом з'ясувалось, що цей результат не міг бути ратифікований як світовий рекорд через те, що процедура взяття проб для допінг-контролю відбулась не в день забігу відразу після нього, а наступного дня, що протирічило встановленим правилам.
У лютому 2022 року Давіт встановила рекорд — найкращий світовий час 8:23, 24 на дистанції 3000 метрів у приміщенні на змаганнях Hauts-de-France Pas-de-Calais у Liévin, ставши третьою найшвидшою жінкою в цій події в історії (тільки її співвітчизники Дібаба і Гудаф Цегай бігли швидше). На Чемпіонаті світу в приміщенні в Белграді наступного місяця вона фінішувала п’ятою за 8:44.55.

## Основні міжнародні виступи
| Рік  | Змагання                      | Місто          | Місце | Дисципліна | Примітки         |
| ---- | ----------------------------- | -------------- | ----- | ---------- | ---------------- |
| 2013 | Чемпіонат світу серед юнаків  | Донецьк        | 2     | 1500 м     |                  |
| 2014 | Чемпіонат світу серед юніорів | Юджин          | 1     | 1500 м     |                  |
| 2014 | Чемпіонат Африки              | Марракеш       | 2     | 1500 м     |                  |
| 2014 | Континентальний кубок         | Марракеш       | 3     | 1500 м     |                  |
| 2015 | Чемпіонат світу               | Пекін          |       | 1500 м     | Відео на YouTube |
| 2015 | Африканські ігри              | Браззавіль     | 1     | 1500 м     |                  |
| 2016 | Чемпіонат світу в приміщенні  | Портленд       | 2     | 1500 м     | Відео на YouTube |
| 2016 | Олімпійські ігри              | Ріо-де-Жанейро |       | 1500 м     | Відео на YouTube |
| 2018 | Чемпіонат світу в приміщенні  | Бірмінгем      | 3заб5 | 1500 м     |                  |
| 2022 | Чемпіонат світу в приміщенні  | Белград        |       | 3000 м     |                  |
| 2022 | Чемпіонат світу               | Юджин          | 3     | 5000 м     |                  |